# Calystegia
Calystegia R.Br. è un genere di piante della famiglia Convolvulaceae.

## Tassonomia
Il genere comprende le seguenti specie:
- Calystegia affinis Endl.
- Calystegia atriplicifolia Hallier f.
- Calystegia binghamiae (Greene) Brummitt
- Calystegia brummittii P.P.A.Ferreira & Sim.-Bianch.
- Calystegia catesbeiana Pursh
- Calystegia collina (Greene) Brummitt
- Calystegia felix Provance & A.C.Sanders
- Calystegia hederacea Wall.
- Calystegia × howittiorum Brummitt
- Calystegia × krauseana Phil.
- Calystegia longipes (S.Watson) Brummitt
- Calystegia × lucana (Ten.) G.Don
- Calystegia macounii (Greene) Brummitt
- Calystegia macrostegia (Greene) Brummitt
- Calystegia malacophylla (Greene) Munz
- Calystegia marginata R.Br.
- Calystegia × melnikovae Prob.
- Calystegia occidentalis (A.Gray) Brummitt
- Calystegia peirsonii (Abrams) Brummitt
- Calystegia pellita (Ledeb.) G.Don
- Calystegia pubescens Lindl.
- Calystegia × pulchra Brummitt & Heywood
- Calystegia purpurata (Greene) Brummitt
- Calystegia × scanica Brummitt
- Calystegia sepium (L.) R.Br.
- Calystegia silvatica (Kit.) Griseb.
- Calystegia soldanella (L.) Roem. & Schult.
- Calystegia spithamaea (L.) Pursh
- Calystegia stebbinsii Brummitt
- Calystegia subacaulis Hook. & Arn.
- Calystegia tuguriorum (G.Forst.) R.Br. ex Hook.f.
- Calystegia vanzuukiae Brummitt & Namoff